# 张斌 (篮球运动员)
张斌（1961年12月28日—），男，回族，山东济南人，前中国国家男子篮球队国手，曾参加了1984年和1988年两届奥运会，退役后，曾任国家队、八一队主教练。
年少进入济南军区篮球队，后入选中国青年队，参加亚洲青年锦标赛，获得冠军。中国国家篮球队主力二中锋，参加1984年洛杉矶奥运会和1988年汉城奥运会。代表济南军区队参加全国甲级联赛，后担任济南军区篮球队主教练。后担任八一男篮教练，主教练和领队。获得多次CBA冠军。